# Biecht

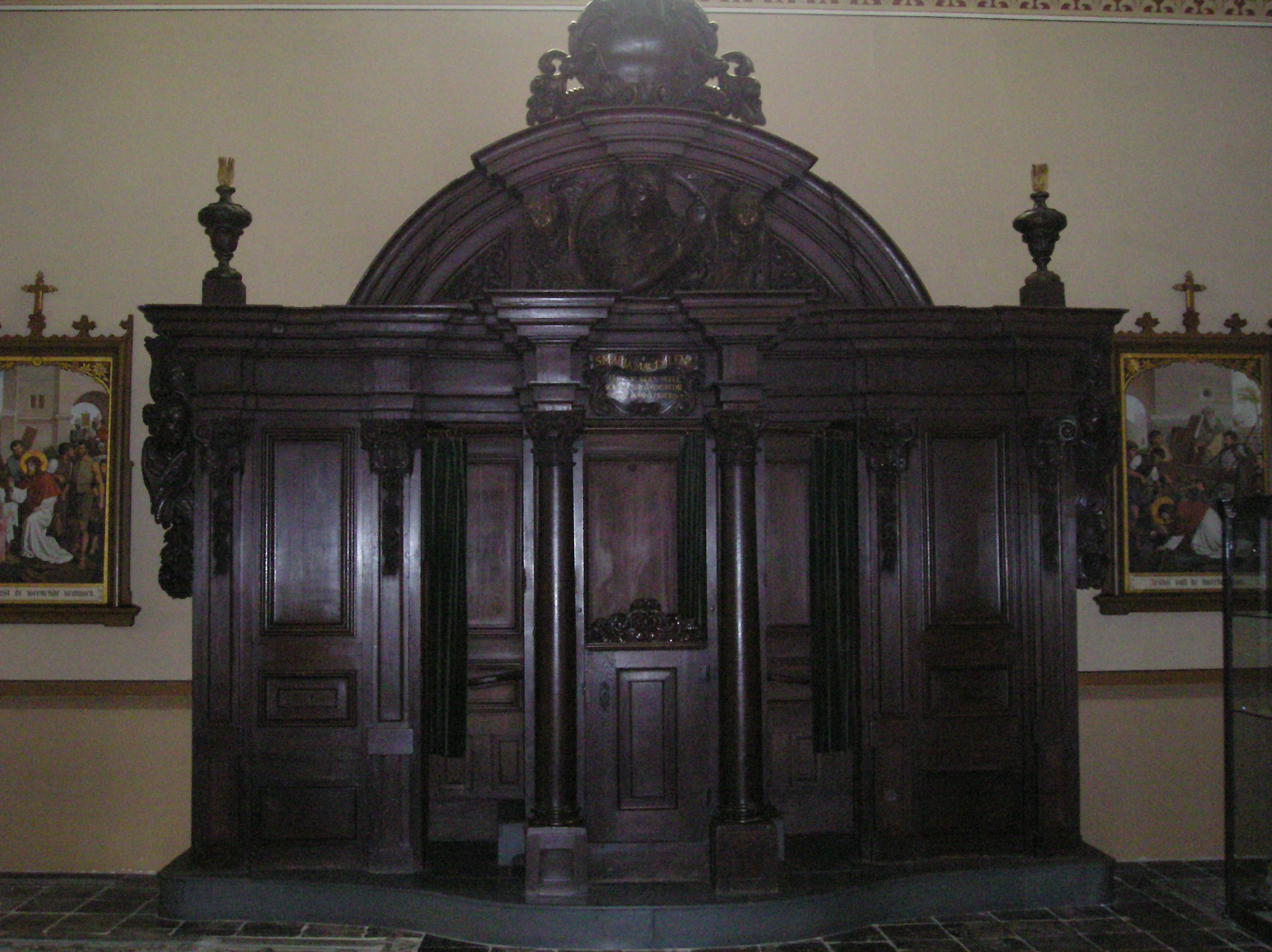
Biechtstoel in St. Elisabethskerk te Grave

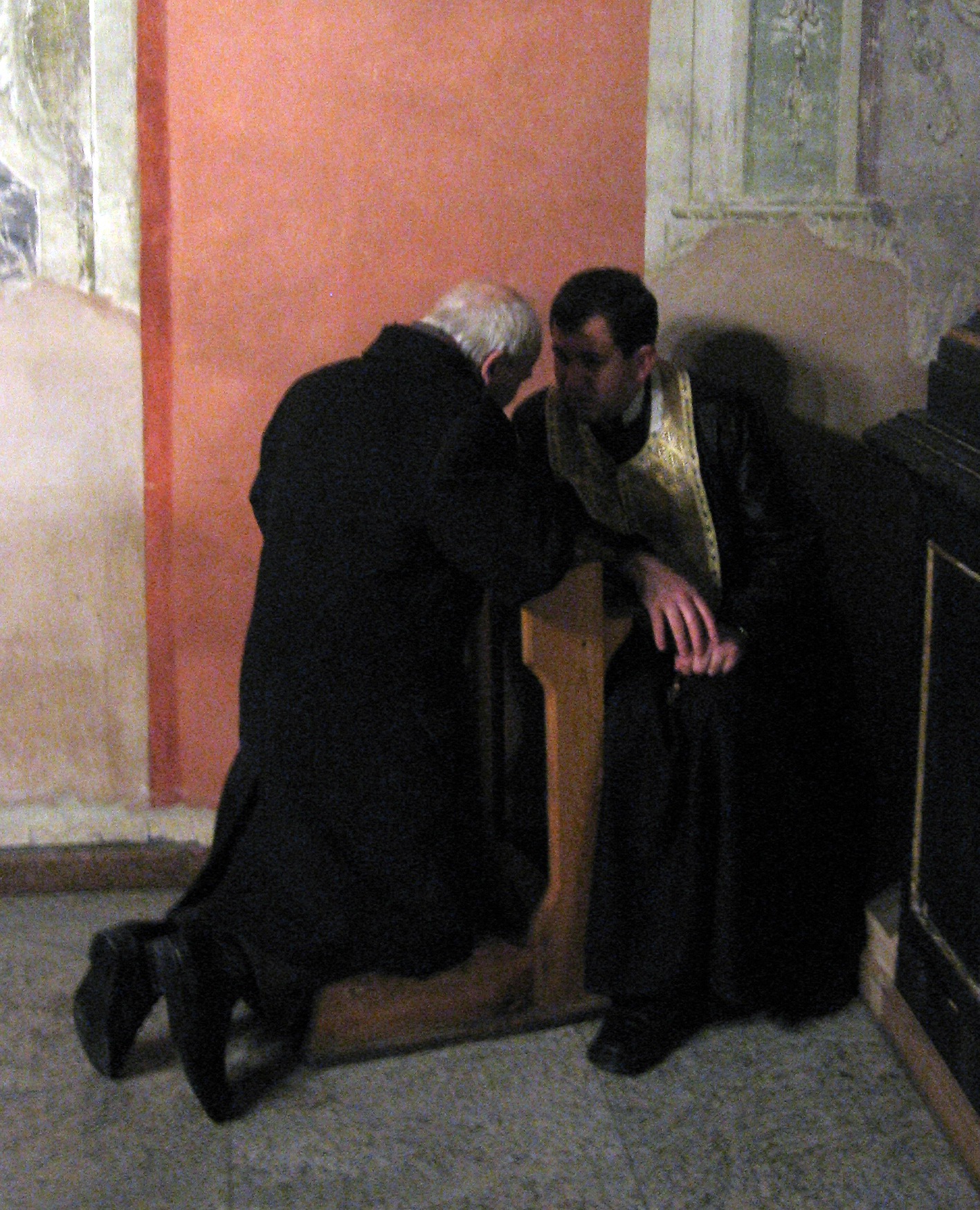
Afname van de biecht in de Visitandinnenkerk Bernardijnenkerk in Warschau op Stille Zaterdag

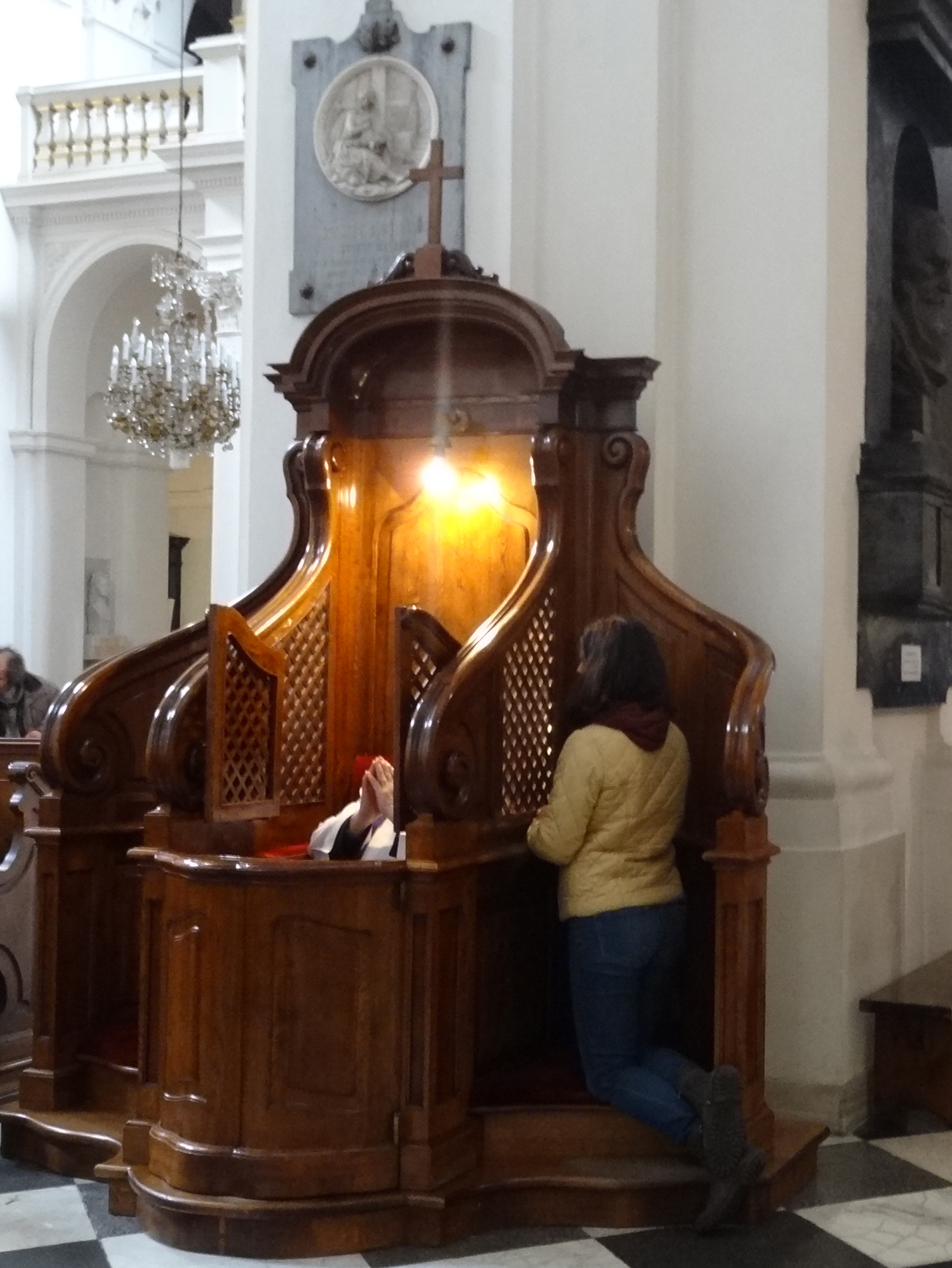
Afname van de biecht in de Oekraïense Grieks-katholieke Bernardijnenkerk in Lviv

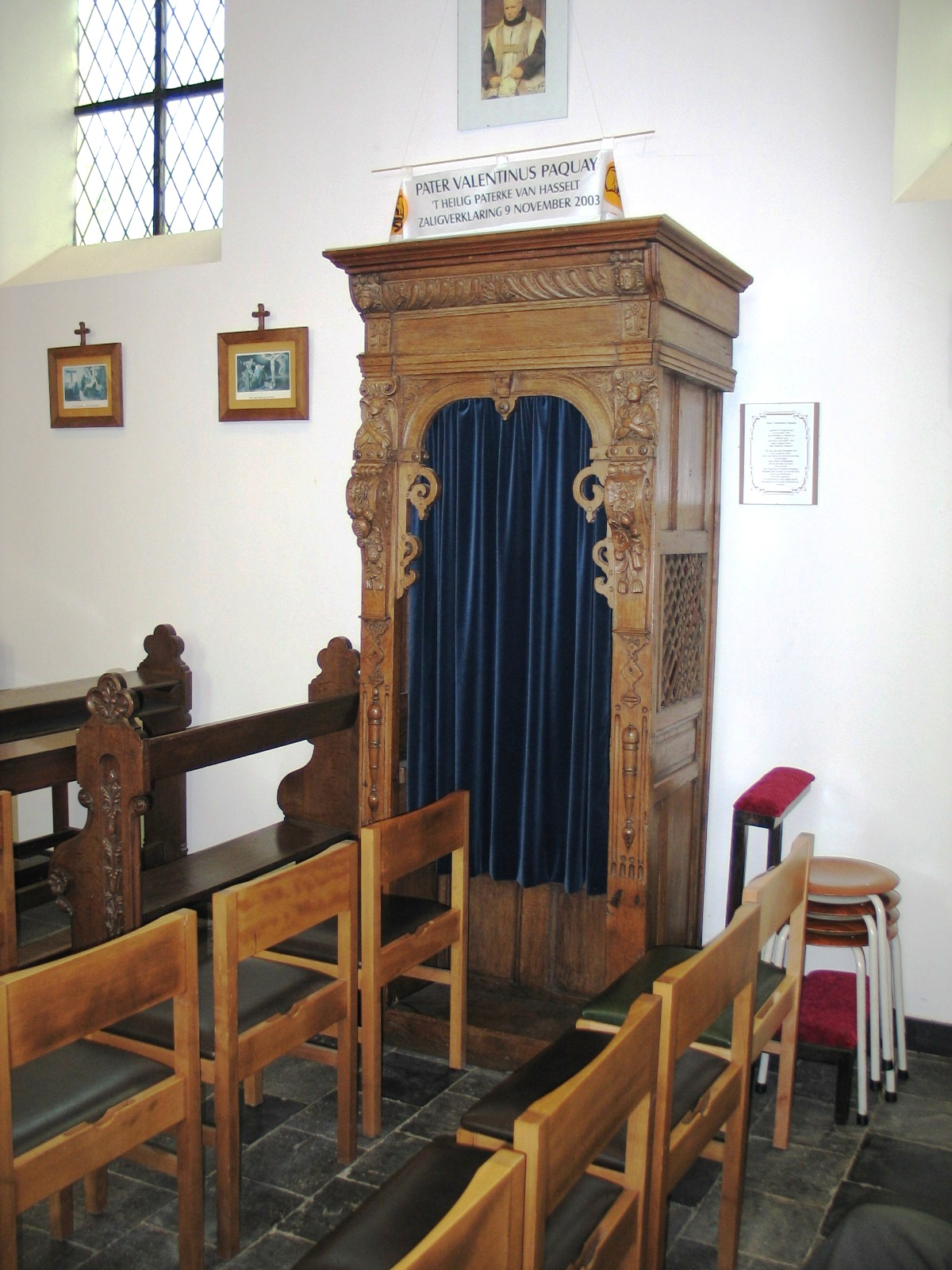
Biechtstoel uit 1570 in de kapel van Helshoven

De biecht, ook wel boetesacrament, sacrament van de vergeving of sacrament van boete en verzoening genoemd, is een van de zeven sacramenten van de Katholieke Kerk. In dit sacrament kan een gevolmachtigde priester, in Christus' naam zonden vergeven. Deze priesterlijke functie wordt biechtvader genoemd. De biecht is gebaseerd op de woorden van Johannes: “Belijden we onze zonden, dan zal hij, die trouw en rechtvaardig is, ons onze zonden vergeven en ons reinigen van alle kwaad.” (1 Johannes 1:9)
De beschermheilige van het biechtgeheim en de biechtvaders is Johannes Nepomucenus.

## Ontstaan van de biecht
In het midden van de 2e eeuw werd het idee van één verzoening na de doop voor de ernstige zonden van afvalligheid, moord en overspel gesuggereerd in het boek De herder van Hermas. De "episkopos" (bisschop) was de belangrijkste liturgische leider in een lokale gemeenschap. Hij verklaarde dat God de zonden had vergeven wanneer het duidelijk was dat er berouw was, bewezen door de uitvoering van enige boete, waarop de berouwvolle werd teruggenomen in de gemeenschap. Omdat de verzoening met de kerk slechts eenmaal na de doop kon worden verleend, werd de doop vaak uitgesteld tot laat in het leven en kreeg men verzoening op het sterfbed. De behoefte om bij een priester te biechten is terug te voeren op Basilius de Grote. Niettemin had men de overtuiging dat God en niet de priester vergeving schonk. Voor de vierde eeuw waren (zonde)belijdenis en boetvaardigheid een publieke aangelegenheid 'omdat alle zonde zonde is, niet alleen tegen God, maar ook tegen onze buurman, tegen de gemeenschap'. Tegen de tijd van Cyprianus van Carthago was de belijdenis zelf niet openbaar, hoewel de praktijk van openbare boete voor ernstige zonde bleef bestaan.
In het Westen heeft de biecht zich ontwikkeld vanuit de (Ierse) kloosters. Het zijn vooral de Iers-Schotse monniken, die in de 6e en 7e eeuw de privé-biecht hebben ingevoerd en onder het volk gepropageerd. Een openbare biecht bestond al langer. De privé-biecht vond dus eerst uitsluitend plaats in kloosters, maar werd dus later ingevoerd buiten het klooster.

## Verloop van het sacrament van de biecht
Na de begroeting van de boeteling, belijdt deze zijn zonden en legt de priester de penitentie op en verstrekt goede raad, zodat de penitent de fouten in de toekomst kan vermijden.
Vervolgens verleent de priester de boeteling "vrijspraak en vrede" door de sacramentele absolutie, de vorm waardoor de genade van vergiffenis geschonken wordt. Er zijn drie voorwaarden voor de absolutie: de essentie van het gehele verhaal moet verteld worden, dat wil zeggen alle begane doodzonden en bij voorkeur ook de kern van de dagelijkse zonden, de boeteling moet berouw vertonen en moet het voornemen hebben zijn leven te veranderen. Indien een (dood)zonde opzettelijk wordt verzwegen of men niet eerlijk is in de biecht begaat men een zware vorm van heiligschennis. Daarnaast is een biecht niet geldig als de opgelegde penitentie niet ten uitvoer wordt gebracht en kan de priester de absolutie weigeren indien de penitentie van een vorige biecht nog moet worden volbracht.
Ten slotte volgen de lofprijzing, dankzegging en de wegzending met de zegen van de priester. Alhoewel de priester overal biecht kan horen, gebeurt dit volgens de kerkorde meestal in een biechtstoel in de Latijnse Kerk, terwijl de Byzantijnse en andere riten de voorkeur geven aan een open ruimte, veelal nabij de iconostase.
De essentiële vorm van het Biechtsacrament bestaat uit de woorden van de priester:
"Ego te absolvo a peccatis tuis in nomine Patris et Filii et Spiritus Sancti. Amen."
"Ik ontsla u van uw zonden in de Naam van de Vader en de Zoon en de Heilige Geest. Amen."
De meer volledige formule van de Absolutie kan men vinden op de gebedskaartjes van het Bisdom Roermond. De tekst luidt als volgt:
God, de barmhartige Vader heeft de wereld met zich verzoend door de dood en de verrijzenis van zijn Zoon en de Heilige Geest uitgestort tot vergeving van de zonden; Hij schenke u door het dienstwerk van de Kerk vrijspraak en vrede. En ik ontsla u van uw zonden, in de Naam van de Vader en de Zoon (kruisteken) en de Heilige Geest.
De boeteling antwoord daarop: Amen. De priester zegt dan vaak tot besluit: De Heer heeft uw zonden vergeven. Ga in vrede. De boeteling antwoord daarop: Amen.

## Biechtgeheim
De priester is gehouden tot een streng biechtgeheim (sigillum). Dit betekent, dat niet alleen een rechtstreekse schending, maar ook de onrechtstreekse schending van het biechtgeheim door de priester door de Kerk bestraft kan worden. Hij kan wél proberen om, indien iemand een zware misdaad opbiecht, deze persoon te overreden daarmee naar buiten te treden en de juridische gevolgen van zijn daad te accepteren; een besluit daartoe moet echter van de zondaar zélf uitgaan.

## Paasplicht
Als onderdeel van de paasplicht vraagt de Kerk aan iedere gelovige minstens eenmaal per jaar te biecht te gaan tussen Palmzondag en Pinksteren, omdat het een onvervangbare stap is in de ommekeer van het hart van een katholieke gelovige.

## Oosters-orthodoxe en oosters-katholieke kerken
In de oosters-orthodoxe kerken en oosters-katholieke kerken kent men ook het sacrament van de biecht, die in essentie overeenkomt met de biecht zoals boven is beschreven. Men kent evenwel geen biechtstoel, maar biecht aan een lessenaar (analoj), waarop het Evangelieboek en een Kruis of een icoon van Jezus Christus zijn gelegd. De biechteling staat recht voor de analoj, de priester terzijde, als om te benadrukken dat hij slechts getuige is. In het Griekse absolutiegebed is het Christus die de zonden vergeeft. De Slavische versie is door de Latijnse beïnvloed. Daarin zegt de priester dat hij de zonden vergeeft door de volmacht die hij van God gekregen heeft.
De priester kan een epitimie (van het Griekse: επιτιμιον; "straf", "vergelding" ) opleggen. Meestal is deze opgelegde straf, ter verbetering van een berouwvolle zondaar voor overtreding van de kerkelijke regels. Het is ook een straf die vrijwillig wordt uitgevoerd door een gelovige die berouw heeft over zijn zonden. Een epitimie wordt vastgesteld en opgelegd door de biechtvader en kan bestaan uit een langdurig gebed, zwaardere vasten, geven van aalmoezen, een pelgrimage, om vergeving vragen bij degene tegen wie men een zonde heeft begaan en in extreme gevallen uitsluiting van de communie voor een bepaalde periode.

## Protestantisme
Volgens de protestantse opvatting belijdt men de zonden (persoonlijk) bij God zelf. De onrechtvaardige zondaar wordt rechtvaardig verklaard door het geloof in de rechtvaardige Christus. Daarom waren veel reformatoren kritisch op de biecht als een daad van verdienstelijkheid. Men was positief over het belijden van zonden, maar negatief over het verplichte karakter en het verlenen van absolutie door een priester. Reformatoren waren van mening dat de priester wel de genade en vrijspraak mag verkondigen, maar niet de absolutie zelf mag verlenen. Dat is aan God zelf. Daarnaast kennen protestanten slechts twee sacramenten; de heilige doop en het heilig avondmaal. Hoewel de reformatoren niet tegen het belijden van zonden waren, zag men dit (de biecht) niet als een sacrament.
De reformator Maarten Luther heeft drie fundamentele bezwaren tegen de biecht. Allereerst betreft dat het verplichte karakter van de biecht. Niemand zou tot de biecht gedwongen moeten worden. Daarnaast tekent Luther bezwaar aan tegen het verdienstelijke karakter van de biecht. Genade en vergeving kan de mens niet verdienen, alleen Christus kan de zonde verzoenen met God. Ten slotte spreekt Luther zich uit tegen het verdienstelijke karakter van de biecht of de boete. Het komt op het geloof aan. Niet de biecht, maar waar geloof brengt troost en vrede met God. Ondanks deze fundamentele punten van kritiek op de toenmalige praktijk van de biecht oordeelt Luther over de biecht als zodanig bijzonder positief.
De reformator Johannes Calvijn veroordeelt de biecht zoals die plaats vond in de Rooms-Katholieke kerk, maar zag tegelijkertijd ook het goede in van de biecht. Hij stelde er het huisbezoek voor in de plaats. In een brief aan Guillaume Farel schrijft Calvijn dat het hem niet goed lijkt de biecht af te schaffen, of men moet haar vervangen door een indringend en persoonlijk gesprek zoals Calvijn dat heeft met avondmaalgangers.
De Duitse reformator Martin Bucer heeft naast kritiek ook positieve waardering voor de biecht. Hij schrijft in zijn boek ”Von der wahren Seelsorge” dat een belangrijk gevolg van het ontbreken van de boete het gemak is waarmee gezondigd wordt, toeneemt. Hij stelt dat de boete niet vooral of alleen betrekking heeft op beleden zonde, maar vooral op het voorkomen van toekomstige zonden.
In een aantal protestante kerkgenootschappen, zoals de Evangelisch-Lutherse Kerk, de Anglicaanse Kerk (beide ontstaan in de 16e eeuw) en bij de Christengemeenschap (ontstaan in 1922), bestaat de biecht nog steeds (in 'hervormde' versie) of is ze heringevoerd onder High Church-invloeden. Binnen de Protestantse Reformatie is de positie van het sacrament wel veranderd: God vergeeft als reactie op het berouw van de zondaar en het voornemen het leven te veranderen. De dominee heeft de rol van luisteraar (helper, leraar, trooster, etc.) en als aanzegger van goddelijk heil en genade - niet van sacramenteel bedienaar.

## Misericordia Dei
- Paus Johannes Paulus II heeft op 7 april 2002 de apostolische brief Misericordia Dei (De barmhartigheid van God) over enkele aspecten van de viering van het sacrament van boete en verzoening geschreven.[5]